# Mrtvý luh
Mrtvý luh är en sumpmark i Tjeckien.   Den ligger i regionen Södra Böhmen, i den sydvästra delen av landet, 140 km söder om huvudstaden Prag.